# Galeruca angulicollis
Galeruca angulicollis là một loài bọ cánh cứng trong họ Chrysomelidae. Loài này được Kocher miêu tả khoa học năm 1959.